# ناحیه سابل، میشیگان
ناحیه سابل (به انگلیسی: Sauble Township) یک منطقهٔ مسکونی در ایالات متحده آمریکا است که در شهرستان لیک، میشیگان واقع شده‌است.
 ناحیه سابل ۹۱٫۶ کیلومتر مربع مساحت و ۳۲۳ نفر جمعیت دارد و ۲۲۹ متر بالاتر از سطح دریا واقع شده‌است.